# Sinchi FC
O Sinchi Football Club foi um clube de futebol chinês que competiu na S.League

## História
O clube foi fundado em 2003 e foi dissolvido em 2005. o Sinchi atuou por três temporadas não apenas continha jogadores chineses, porém, repleto de jogadores do leste asiático.